# Paul von Hatzfeldt
Il conte Melchior Hubert Paul Gustav von Hatzfeldt-Wildenburg (Düsseldorf, 8 ottobre 1831 – Londra, 22 novembre 1901) è stato un politico e diplomatico tedesco.

## Biografia
Paul von Hatzfeldt nacque l'8 ottobre 1831, figlio minore nato dal matrimonio tra la contessa Sophie von Hatzfeldt ed il conte Edmund von Hatzfeldt-Wildenburg. La sua turbolenta giovinezza fu contraddistinta da relazioni familiari in rotta come quelle coi fratelli Alfred (1825-1911) e Melanie (1828-1911). La situazione peggiorò ulteriormente con la separazione dei genitori che si disputarono la tutela di Paul, che nel 1841 venne definitivamente affidato al padre che lo pose alla scuola militare di Potsdam. Poco dopo la sua tutela venne riscattata dalla madre con la quale crebbe successivamente, incontrando Ferdinand Lassalle dal quale però poi si distanzierà nel pensiero.
Nell'aprile del 1851, Paul, sotto la guida di insegnanti privati, sostenne il suo esame di maturità e si laureò successivamente a Berlino in scienze politiche ed in legge nel 1857 ove sostenne anche l'esame di stato come avvocato. Fece il proprio apprendistato alla Corte di Berlino, divenendo successivamente consigliere privato di Friedrich von Holstein, rapporto lavorativo dal quale si svilupperà anche una grande amicizia che rimarrà tra i due per tutta la vita, così come i legami con la principessa Augusta, moglie del futuro imperatore Guglielmo I. Poco dopo iniziò a lavorare nel campo della diplomazia presso la legazione di Parigi. Nel 1863, sposò la diciassettenne Helene Moulton, figlia di un proprietario terriero statunitense e agente immobiliare. La coppia ebbe un figlio e due figlie.
Nel maggio del 1865, Hatzfeldt divenne segretario dell'ambasceria tedesca in Danimarca; tre anni più tardi Otto von Bismarck lo nominò al Ministero degli Esteri tedesco. Per la sua lunga carriera a Parigi e per la sua perfetta padronanza della lingua francese, durante la guerra franco-prussiana del 1870/71 fu tra le personalità chiave che affiancarono il cancelliere Bismarck, in particolare quando strese le trattative per la resa bellica. Fu proprio Hatzfeldt a firmare il trattato di pace del 10 maggio 1871.
Conte Paul von Hatzfeldt divenne quindi inviato a Madrid nel 1874, ove cercò di affermarsi nel corso della Terza guerra carlista, guadagnandosi l'amicizia del re Alfonso XII di Spagna e divenendo così pioniere delle relazioni tra la corona di Spagna e l'Impero tedesco.
Nel 1878, l'imperatore Guglielmo I lo nominò primo ambasciatore dell'ambasciata tedesca a Costantinopoli; come decano del corpo diplomatico, condusse le trattative relative alle dispute di confine tra Turchia e Grecia a seguito del Trattato di Berlino. Rese possibili anche gli scavi di Pergamo da parte del governo tedesco grazie alla sua personale influenza presso la corte turca. Nel 1881 venne nominato Segretario di Stato all'Ufficio degli Esteri, nonché plenipotenziario prussiano al Consiglio Federale. Nel 1885 fu rappresentante tedesco alla Conferenza del Congo.

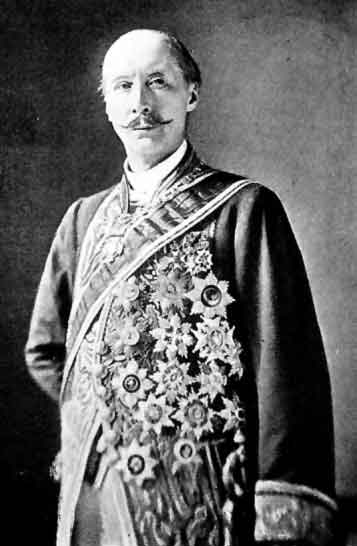
Il conte von Hatzfeldt nelle vesti di ministro di stato

Nell'ottobre del 1885 divenne ambasciatore a Londra, mantenendo il rango di ministro di stato; rapidamente seppe guadagnarsi una posizione di massimo rispetto alla corte britannica, ed in particolare col primo ministro Robert Gascoyne-Cecil, III marchese di Salisbury. Cercò, in conformità con la politica di Bismarck, di legarsi alla monarchia austriaca per portare l'Inghilterra ad avvicinarsi sempre più all'Impero tedesco, coinvolgendo in questo anche l'Italia. Dopo la caduta di Bismarck nel marzo del 1890, Hatzfeldt divenne una delle personalità più influenti alla corte tedesca per i suoi ottimi rapporti relazionali e per la sua incredibile conoscenza del lavoro diplomatico. Nel 1890 riuscì a negoziare il Trattato di Helgoland-Zanzibar con l'Inghilterra, dando notevoli contributi anche all'Accordo di Samoa del 1899.
A causa di un deterioramento della sua salute, non poté reagire come avrebbe voluto alla Ribellione dei Boxer scoppiata nel porto tedesco in Cina nel 1900, trovando invece largo sostegno nel suo operato nel figlio Paul (1867-1941), che era dal 1891 attaché e dal 1895 segretario dell'ambasciata tedesca a Londra. Nel 1901 fece richiesta per dimettersi dal servizio attivo e si ritirò a Londra ove ormai risiedeva da diversi anni, spegnendosi nella capitale britannica il 22 novembre 1901. Il re Edoardo VII lo elogiò in quello stesso anno come uno dei "migliori rappresentanti degli affari tedeschi all'estero".